# Ердостеїн
Ердостеїн (англ. Erdosteine) — синтетичний препарат, що є по хімічній структурі двотіоловою сполукою, та належить до групи муколітичних і відхаркувальних препаратів (експекторантів), що має також мукорегулюючі та мукокінетичні властивості, для перорального застосування.

## Фармакологічні властивості
Ердостеїн — синтетичний препарат, що по хімічній структурі є двотіоловою сполукою, та належить до групи муколітичних та відхаркувальних препаратів (експекторантів). Механізм дії препарату полягає у деполімеризації та руйнуванні кислих мукополісахаридів бронхіального секрету шляхом розриву тіолових містків, які зв'язують волокна глікопротеїнів мокротиння, під дією активних метаболітів ердостеїну. Це призводить також до покращення реологічних властивостей мокротиння, зниження кількості вироблення та полегшення відходження мокротиння. Окрім цього, активні метаболіти препарату мають антиоксидантний та протизапальний ефект, мають здатність знижувати кількість вільних радикалів у легеневій тканині та запобігати пригніченню ферменту α1-антитрипсину (особливо у курців, що сприяє зниженню негативного впливу тютюнового диму на тканину легень). Ердостеїн також сприяє зниженню адгезії бактерій на слизовій оболонці дихальних шляхів, що сприяє швидкій ерадикації збудників інфекцій дихальних шляхів, зниженню частоти загострень хронічних захворювань дихальних шляхів, а також зниженню потреби в антибіотиках. Ердостеїн має також здатність підвищувати концентрацію антибіотиків у дихальних шляхах, а також має виражений місцевий протизапальний ефект. Препарат також не викликає бронхоспазму і має здатність знижувати гіперреактивність бронхів. Ердостеїн не має вільних тіолових радикалів, тому препарат значно менше впливає на слизові оболонки органів травної системи, і при його застосуванні кількість побічних ефектів із боку оганів травлення є незначною.

### Фармакодинаміка
Ердостеїн добре всмоктується та розподіляється в організмі після перорального застосування, біодоступність препарату не вивчена. При першому проходженні через печінку метаболізується до трьох активних метаболітів, максимальна концентрація яких спостерігається через 2 години після перорального прийому ердостеїну. Ердостеїн у помірній кількості (64,5 %) зв'язується з білками плазми крові. Виводиться препарат переважно нирками, частково виводиться із калом. Період напіввиведення препарату складає більше 5 годин, активність ердостеїну зберігається протягом 12 годин після перорального застосування. Час напіввиведення препарату збільшується при порушеннях функції печінки та нирок.

## Показання до застосування
Ердостеїн застосовується при гострих та хронічних захворюваннях дихальної системи, що пов'язані з утворенням в'язкого мокротиння — гострий та хронічний бронхіт, бронхоектатична хвороба, пневмонії, бронхіальна астма, муковісцидоз легень. Розроблено методику лікування із включенням ердостеїну до схеми лікування туберкульозу легень.

## Побічна дія
При застосуванні ердостеїну можуть спостерігатися наступні побічні ефекти:
- Алергічні реакції — рідко (0,01—0,1 %) — висипання на шкірі, свербіж шкіри, кропив'янка, екзема, еритема шкіри.
- З боку травної системи — рідко (0,01—0,1 %) нудота, блювання, печія, біль у животі, діарея; дуже рідко (менше 0,01 %) зміна смаку.
- З боку дихальної системи — рідко (0,01—0,1 %) задишка, бронхоспазм, грипоподібний синдром, носова кровотеча.

## Протипокази
Ердостеїн протипоказаний при підвищеній чутливості до препарату, при загостенні виразкової хвороби шлунку та дванадцятипалої кишки, кровохарканні, схильності до кровотеч; важкій нирковій та печінковій недостатності. Ердостеїн застосовується у дітей старших 8 років. З обережністю застосовується препарат при вагітності та годуванні грудьми.

## Форми випуску
Ердостеїн випускається у вигляді желатинових капсул по 0,15 та 0,3 г; та гранул для приготування суспензії для прийому всередину по 175 мг/5 мл.

## Синоніми в Світі
Європа:
- Erdomed[9]
- Erdopect
- Erdostin
- Erdotin
- Evosten
- Mucodox
- Mucofor
- Theovix
- Tusselin
- Vectrine

Інші регіони:
- Asdigan
- Biopulmin
- Dostein
- Dostin
- Dostol
- Ectrin
- Edotin
- Erdos
- Esteclin
- Fluidasa
- Mucoflux
- Mucotec
- Mukial
- Zertin
- Vestein (Індонезія)